# What They Say
What They Say è un singolo del cantante greco-danese Victor Vernicos, pubblicato il 14 marzo 2023.

## Promozione
Il 30 gennaio 2023 l'emittente radiotelevisiva greca ERT ha annunciato di avere selezionato internamente Victor Vernicos come rappresentante nazionale all'Eurovision Song Contest 2023 a Liverpool. Il mese successivo il cantante ha firmato un contratto discografico con la Panik Records, il ramo greco della Sony Music, che avrebbe prodotto il brano per la manifestazione canora. What They Say è stato presentato il 12 marzo 2023 e distribuito digitalmente due giorni dopo. Nel maggio successivo si è esibito durante la seconda semifinale della manifestazione europea, senza però qualificarsi per la finale.

## Tracce
Testi e musiche di Viktōr Vernikos Jørgensen.
1. What They Say – 3:00